# Vindegghallet Glacier
Vindegghallet Glacier är en glaciär i Antarktis. Den ligger i Östantarktis. Norge gör anspråk på området. Vindegghallet Glacier ligger 2 055 meter över havet.
Terrängen runt Vindegghallet Glacier är huvudsakligen kuperad, men västerut är den platt. Terrängen runt Vindegghallet Glacier sluttar västerut. Trakten är obefolkad. Det finns inga samhällen i närheten. 